# Camp Pendleton South
Camp Pendleton South statisztikai település az USA Kalifornia államában, San Diego megyében. Lakosainak száma 12 468 fő (2020. április 1.).

## Népesség
A település népességének változása:

| 2010 | 10 616 |
| 2020 | 12 468 |